# 美國冰球協會
美國冰球協會（英語：USA Hockey）是组织美国冰球运动的管理组织，它是国际冰球联合会成员，获得国际奥林匹克委员会和美国奥林匹克与残疾人奥林匹克委员会承认。1991年6月前它的名字为美国业余冰球协会。
协会总部位于科罗拉多斯普林斯。它的任务是在美国普及和发展冰球运动。它支持和开发冰球运动员、教练、行政人员和设施。它也支持青少年、老年和殘疾人冰球运动。它为教练和行政人员提供证书。协会成员自动获得协会会刊。

## 历史
1937年10月2日汤米·洛克哈特在纽约创办业余冰球协会。当时的纸上工作可以全部放进他宿舍里的鞋盒里。随着冰球的普及和比赛越来越多，在美国逐渐产生需要一个国家性的管理机构的愿望，而不是各个不同的组（包括业余体育联合会）自己安排自己的。
1938年洛克哈特与组织北美洲国际性比赛的加拿大业余冰球协会签署协约，同意组织之间球员转换的经费以及互相认可对方的权利。1940年美國业余冰球協會和加拿大业余冰球协会联盟，建立了国际冰球协会，洛克哈特成为其副会长。1947年美国业余冰球协会成为国际冰球联合会成员，取代此前的业余体育联合会成为公认的美国冰球管理机构。
1949年洛克哈特创办了美国第一批高校以下男孩冰球比赛。1968年5月19日他宣布在明尼苏达州埃弗莱斯设立美国冰球名人堂。

## 结构

### 级别
过去美國冰球協會使用不同的名称来称呼不同少年年龄组的比赛。2016年/17年赛季前美國冰球協會把去除传统的名称，而使用18U、16U等年龄级别。许多少年冰球组织依然使用传统名字来吸引新成员。
少年级别：
- 8岁和8岁以下
- 10岁和10岁以下
- 12岁和12岁以下
- 14岁和14岁以下
- 16岁和16岁以下
- 18岁和18岁以下
- 女子的级别分别为19U、16U、14U、12U、10U和8U

其它级别：
- 高校：只在高校征募
- 青年：20岁和20岁以下
- 成年：18岁和18岁以上

### 分区
美國冰球協會的分区如下：
- 亚特兰蒂克区
  - 宾西维尼亚州（东部）
  - 纽泽西州
  - 特拉华州
- 中部区
  - 伊利诺伊州
  - 威斯康辛州
  - 密苏里州
  - 艾奥瓦州
  - 堪薩斯州
  - 內布拉斯加州
- 麻薩諸塞
- 密歇根
- 美国中部区
  - 俄亥俄州
  - 印第安纳州
  - 宾夕法尼亚州（西部）
  - 西維吉尼亞州
  - 肯塔基州
- 明尼蘇達
- 新英格兰区
  - 康乃狄克州
  - 佛蒙特州
  - 羅德島州
  - 缅因州
  - 新罕布什尔州
- 纽约
- 北部平原区
  - 蒙大拿州
  - 北达科他州
  - 南达科他州
  - 怀俄明州
- 太平洋区
  - 加利佛尼亚州
  - 夏威夷州
  - 内华达州
  - 阿拉斯加州
  - 俄勒冈州
  - 华盛顿州
- 落基山区
  - 亚利桑那州
  - 科罗拉多州
  - 爱达荷州
  - 德克萨斯州
  - 俄克拉荷马州
  - 犹他州
  - 新墨西哥州
- 东南区
  - 佛罗里达州
  - 亚拉巴马州
  - 阿肯色州
  - 乔治亚州
  - 路易斯安那州
  - 密西西比州
  - 田纳西州
  - 北卡罗来纳州
  - 南卡罗来纳州
  - 弗吉尼亚州
  - 马里兰州

## 国家队
- 美國男子冰球代表隊
- 美國男子U20冰球代表隊
- 美國男子U18冰球代表隊
- 美國女子冰球代表隊
- 美國女子U18冰球代表隊
- 美國男子滑轮冰球代表隊
- 美國男子冰橇冰球代表隊

### 国家队培训项目
美國冰球協會在密西根州普利茅斯有一个国家队培训项目。项目的目的是为18岁以下的学生运动员铺设进入美国国家队的路，并在此后继续成功地完成他们的冰球生涯。项目由两个队组成：美国U18国家队和美国U17国家队。除参加國家大學體育協會的学院比赛和国际比赛外这两支球队还参加美国冰球联赛。到2009年为止这两支队还参加北美冰球联赛。许多从国家队培训项目出来的队员后来进入美国冰球联赛的球队。在2012/13赛季中参加美国冰球联赛的球队中有60名球员曾经参加国家队培训项目。

### 国际比赛
2017年
| 比赛                                   | 级别   | 举办国家    | 日期                        | 结果                             |
| -------------------------------------- | ------ | ----------- | --------------------------- | -------------------------------- |
| 2017年国际冰球联合会男子冠军赛         | 成年人 | 德国 / 法國 | 2017年5月5日-21日           | 四分之一赛中被淘汰 （总共第5名） |
| 2017年国际冰球联合会青年男子冠军赛     | U20    | 加拿大      | 2016年12月26日-2017年1月5日 | 冠军 （总共第1名）               |
| 2017年国际冰球联合会U18男子冠军赛      | U18    | 斯洛伐克    | 2017年4月13日-23日          | 冠军 （总共第1名）               |
| 2017年国际冰球联合会女子冠军赛         | 成年人 | 美国        | 2017年3月31日至4月7日       | 冠军 （总共第1名）               |
| 2017年国际冰球联合会U18女子冠军赛      | U18    | 捷克        | 2017年1月7日至14日          | 冠军 （总共第1名）               |
| 2017年国际冰球球联合会滑轮曲棍球冠军赛 | 成年人 | 斯洛伐克    | 2017年6月24日-7月2日        | 冠军 （总共第1名）               |

2018年
| 比赛                               | 级别                               | 举办国家            | 日期                       | 结果               |
| ---------------------------------- | ---------------------------------- | ------------------- | -------------------------- | ------------------ |
| 2018年国际冰球联合会男子冠军赛     | 成年人 （页面存档备份，存于）      | 丹麦                | 2018年5月4日至20日         | 铜牌 （总共第3名） |
| 2018年国际冰球联合会男子U20冠军赛  | U20                                | 美国                | 2017年12月26日至2018年1月5 | 铜牌 （总第3名）   |
| 2018年国际冰球联合会男子U18冠军赛  | U18                                | 俄羅斯              | 2018年4月19日至29日        | 银牌 （总第2名）   |
| 2018年国际冰球联合会女子U18冠军赛  | U18                                | 俄羅斯              | 2018年1月6日至13日         | 冠军 （总第1名     |
| 冬季奥运会与残废人奥运会           |                                    |                     |                            |                    |
| 2018年冬运会冰球比赛——男子         | 2018年冬运会冰球比赛——男子         |                     | 2018年2月14日至25日        | 第7名              |
| 2018年冬运会冰球比赛——男子         | 2018年冬运会冰球比赛——男子         | 2018年2月10日至22日 | 金牌                       |                    |
| 2018年冬季残废人奥运会冰橇冰球比赛 | 2018年冬季残废人奥运会冰橇冰球比赛 | 2018年3月10日至18日 | 金牌                       |                    |

2019年
| 比赛                              | 级别                          | 举办国家 | 日期                         | 结果                           |
| --------------------------------- | ----------------------------- | -------- | ---------------------------- | ------------------------------ |
| 2019年国际冰球联合会男子冠军赛    | 成年人 （页面存档备份，存于） | 斯洛伐克 | 2019年5月10日至26日          | 四分之一赛中被淘汰 （总第7名） |
| 2019年国际冰球联合会男子U20冠军赛 | U20 （页面存档备份，存于）    | 加拿大   | 2018年12月26日至2019年1月5日 | 银牌 （总第2名）               |
| 2019年国际冰球联合会男子U18冠军赛 | U18 （页面存档备份，存于）    | 瑞典     | 2019年4月18日至28日          | 铜牌 （总第3名）               |
| 2019年国际冰球联合会女子冠军赛    | 成年人 （页面存档备份，存于） | 芬兰     | 2019年4月4日至14日           | 冠军 （总第1名）               |
| 2019年国际冰球联合会女子U18冠军赛 | U18 （页面存档备份，存于）    | 日本     | 2019年1月6日至13日           | 银牌 （总第2名）               |

2020年
| 比赛                              | 级别                          | 举办国家 | 日期                                    | 结果                           |
| --------------------------------- | ----------------------------- | -------- | --------------------------------------- | ------------------------------ |
| 2020年国际冰球联合会男子冠军赛    | 成年人 （页面存档备份，存于） | 瑞士     | 2020年5月8日至24日 被取消               |                                |
| 2020年国际冰球联合会男子U20冠军赛 | U20 （页面存档备份，存于）    | 捷克     | 2019年12月26日至2020年1月5日            | 四分之一赛中被淘汰 （总第6名） |
| 2020年国际冰球联合会男子U18冠军赛 | U18 （页面存档备份，存于）    | 美国     | April 16–26, 2020年4月16日至26日 被取消 |                                |
| 2020年国际冰球联合会女子冠军赛    | 成年人 （页面存档备份，存于） | 加拿大   | 2020年3月31日至4月10日 被取消           | 被取消                         |
| 2020年国际冰球联合会女子U18冠军赛 | U18 （页面存档备份，存于）    | 斯洛伐克 | 2019年12月26日至2020年1月2日            | 冠军 （总第1名）               |